# Jagatowo
Jagatowo (niem. Jetau) – wieś w Polsce położona w województwie pomorskim, w powiecie gdańskim, w gminie Pruszcz Gdański.

## Historia
Historyczne nazwy Jagatowa to: Jodotowitz, Jodotowicz, Jodocowicz, Judochowicz, Godotow, Geretow, Jodotaw, Kamionka, Jetau, Groß Jetau.
Pierwsza wzmianka pisana o osadzie pochodzi z 1352 roku i dotyczy nadania na prawie magdeburskim przez wielkiego mistrza Winricha von Kniprode Hannusowi Dytlebenowi 14,5 włóki ziem w dobrach Jodotowitz. W 1454 roku na mocy przywileju króla Kazimierza Jagiellończyka osada została włączona do gdańskiego patrymonium wiejskiego i było wydzierżawiane okolicznej szlachcie. Od początku XVII w losy Jagatowa związane były ściśle z majątkiem w Wojanowie.
Spośród kolejnych właścicieli wsi wymienić można: Jana Ende (1631 r.), Johanna Ende, Elisabeth von Rüdiger (1691 r.), Eduard Heinrich von Giese (1712-1734), Sigismund Carl von Giese (1750 r.). W latach 1763–1927 właścicielami Jagatowa była rodzina von Tiedemann-Brandis.
W 1856 roku we wsi mieszkało 172 mieszkańców, w 1905 roku – 382, a w 1910 roku – 364.
W 1897 roku we wsi były dwa zajazdy, siedziba gminy oraz szkoła. Z Jagatowem związane było wybudowanie Klein Jetau, w którym w 1925 roku mieszkało 25 osób oraz folwark Schabianken.
W 1920 roku znalazła się w granicach utworzonego Wolnego Miasta Gdańska, a we wrześniu 1939 roku została włączona do Rzeszy.
W latach 1954–1957 wieś należała i była siedzibą władz gromady Jagatowo, po jej zniesieniu w gromadzie Pruszcz Gdański. W latach 1945–1975 miejscowość administracyjnie należała do tzw. dużego województwa gdańskiego, a w latach 1975-1998 do tzw. małego województwa gdańskiego.
W 2015 kosztem 3,5 mln zł wybudowano ulice Czeremchową, Górną i częściowo Kolonia oraz stworzono miejsce rekreacji nad zbiornikiem retencyjnym.
8 września 2018 oddano do użytku ścieżkę rowerową łączącą Jagatowo z Wojanowem.